# Pontii
La gens Pontia était une famille plébéienne de la Rome antique. Peu de membres de cette gens ont pris de l'importance à l'époque de la République, mais les Pontii ont prospéré sous l'Empire, atteignant finalement le consulat. Ponce Pilate, en tant que préfet de Judée, est connu pour son rôle dans l'exécution de Jésus.

## Origine
Les Pontii étaient d'origine samnite et sont mentionnés pour la première fois en relation avec les guerres samnites, après quoi certains d'entre eux furent transférés à Rome. Leur nomen, Pontius, est un nom patronymique dérivé du praenomen osque Pontus ou Pomptus, apparenté au praenomen latin Quintus. Ainsi, Ponce est l'équivalent samnite des gentes romaines Quinctia et Quinctilia. Alternativement, il peut être connecté au mot latin pons (pont) et signifie « constructeur de ponts ». 

## Branches etcognomen
Le seul cognomen porté par les Pontii de la République est Aquila, un aigle. Diverses cognomen sont utilisés à l'époque impériale.

## Personnalités

### Sous la République
- Pontius Cominius, jeune soldat qui se porta volontaire pour transmettre un message de l'armée au Sénat, à la suite de la Bataille de l'Allia, lorsque le Capitole fut assiégé par les Gaulois. Flottant sur du bois flotté jusqu'à atteindre le Capitole, il demanda que Marcus Furius Camillus, alors en exil, soit nommé dictateur.
- Herennius Pontius, un vieux citoyen de Caudium au moment de la capitulation romaine en 321 avant JC, qui conseilla aux Samnites victorieux soit de libérer les Romains indemnes, soit de les passer au fil de l'épée, concluant qu'imposer des conditions de paix à une armée conquise ne ferait que conduire les Romains à revenir pour se venger..
- Gaius Pontius Herenni f., le chef samnite qui a organisé le piégeage d'une armée romaine aux Fourches Caudines en 321 avant JC. Dans la tradition littéraire romaine, il imposa des conditions de paix à l'armée vaincue contre l'avis de son père, et fut ensuite lui-même capturé et décapité par les Romains pour se venger, mais cela est considéré comme anhistorique..[4]
- Pontius, un ami de Scipio Aemilianus.
- Pontius Telesinus, un chef samnite pendant la guerre sociale et un adversaire de Sylla pendant la guerre civile romaine de 82 avant JC. Il tenta de lever le siège de Praenestrina par Sylla, mais fut vaincu et tué à la bataille de la porte Colline..
- Pontius Telesinus, frère cadet du chef samnite, fut assiégé à Préneste par Sylla. Il tenta d'organiser la fuite de Marius, mais trouvant leur passage gardé, ils tombèrent de leurs propres mains..
- Titus Pontius, centurion mentionné par Cicéron en raison de sa grande force. Il se peut qu'il s'agisse de la même personne que le Ponce mentionné par Lucilius.
- Pontius Titinianus, fils de Quintus Titinius, adopté par l'un des Pontii. Cicéron affirme qu'il a rejoint César par peur du déclenchement de la guerre civile, ce qui, si cela était exact, le distinguerait du soldat capturé plus tard par Scipion..
- Pontius, un soldat servant sous César, fut capturé par Metellus Scipion pendant la guerre civile et poussé à se ranger du côté de Pompée ; mais il déclara qu'il préférerait la mort à la trahison de César.
- Lucius Pontius, a soutenu Caecilius, oncle de Pomponius Atticus, dans un conflit immobilier..
- Pontius Aquila, tribun de la plèbe en 45 av. J.-C., irrita Jules César en ne se levant pas lors de son cortège triomphal, et devint ensuite l'un des assassins de César. Il devint légat du conspirateur Decimus Brutus Albinus en Gaule cisalpine et fut tué à la bataille de Mutina contre les forces de Marc Antoine.
- Lucius Pontius Aquila, pontife à Sutrium dans une période indéterminée. Il pourrait être identique à l'assassin de Jules César. [5]
- Ponce, compagnon de Marc Antoine, que Cicéron a critiqué dans ses Philippiques.[6]
- Pontius, puni de castration par Publius Cerennius, après que ce dernier l'eut découvert en flagrant délit d'adultère avec sa femme.
- Pontius Aufidianus, apprit que le précepteur de sa fille avait permis à un certain Fannius Saturninus de la dépuceler, il mit à mort l'esclave et sa fille.

### Sous le Principat

#### Pontii Laeliani
- Pontius Laelianus, (v.60 - ap.108), mentionnée dans le testamentum Dasumii ;
  - (Pontius Laelianus), (v.85 - ?);
    - Marcus Pontius Laelianus Larcius Sabinus, (v.105 - ap.175), consul suffect en 145.
      - Marcus Pontius Laelianus, (v.130 - ap.166), consul en 163.
        - Marcus Sosius Laelianus Pontius Falco, (v.150 - ap.170/1), Salins Palatins[b 1];

    - Marcus Pontius Sabinus, (v.110 - ap.161), consul en 153.
      - Marcus Pontius Varanus Sabinus, (v.150 - v.180), tribun de la plèbe.

#### Pontii Pontiani
- (Pontius Pontianus), (v.140 - ?);
  - Tiberius Pontius Pontianus, (v.170 - ap.218), consul suffect v.213, légat propréteur de Pannonie Inférieur[b 2],[b 3],[b 4],[b 5];
    - Pontius Proculus Pontianus, (v.205 - ap.241), consul en 238.

  - ? Caius Pontius Pontianus Fuficius Maximus, (v.170 - ap.224), consul suffect, légat d'Auguste propréteur de Moesie;

#### Pontii Paulini
- Caius Pontius Paulinus, (v.160 - ap.v.200), consul suffect[b 6];
  - Pontia Paulina, (v.180 - ap.204)[b 7],[b 8];
  - ? (Pontius Paulinus), (v.185 - ?);
    - ? (Pontius Paulinus), (v.215 - ?);
      - ? (Pontius Paulinus), (v.245 - ?);
        - ? (Pontius Paulinus), (v.275 - ?);
          - Pontius Paulinus, (v.300 - ?), Préfet du Prétoire des Gaules v.351;
            - ? Pontia Privata, (v.325 - ?), épouse Antonius Marcellinus[b 9];
            - (Pontius) Paulinus, (v.330 - ?);
              - Pontius Meropius Paulinus, (v.353 - 22/6/431), évêque de Nola en 409;
                - (Pontius) Celsus, (v.385 - ?);

              - ? (Pontius) Celsus, (v.365 - v. 410);
                - Castor, (v. 385 - v. 430), évêque d'Apt[7];
                - Leontius, (v. 390 - v. 440), évêque de Fréjus;
                - ? N, (v. 390 - ?);
                  - ? Leontius, (v.415 - 484), évêque d'Arles en 461;
                  - ? N, (v.415 - ?);
                    - Ruricius, (v.440 - 507), évêque de Limoges;
                      - Ommatius, (v. 460 - v. 526), évêque de Tours;
                      - Eparchius, (v. 460 - ap. 490) praetor;
                        - Parthenius, (v. 480 - 548), patrice de Provence;
                        - ? Ruricius, (v. 480 - 511/33), évêque de Bourges;
                          - ? Felix, (v. 500 - ap. 573), évêque de Bourges;
                            - Avitus, (v. 530 - v. 594), évêque de Clermont;
                            - N, (v. 535 - ?);
                              - Desiderius, (v. 560 - ap. 605/23), évêque d'Auxerre;
                              - ? Syagria, (v. 560 - ap. 599), religieuse, épouse de Baldericus;

                        - ? Felix Aureolus, (v. 485 - ?), notable de Périgueux;
                          - Eparchius, (v. 505 - 581), religieux à Périgueux;

                        - ? Felix Ennodius, (v. 490 - ?), patrice de Provence?;

                      - Constantius, (v. 460/5 - ?), notable de Limoges;
                        - ? Ruricius Proculus, (v. 490 - ap. 549), évêque de Limoges;

                      - Leontius, peut être évêque d'Eauze en 511;
                      - Aurelianus;
                      - ? Ne, (v.465 - ?), épouse de Rusticus;

                    - Leontius, (v. 445 - ?);
                    - Celsus, (v. 445 - ?);

                - ? (Pontius),
                  - Pontius Leontius, (v. 410 - 465/75) vir illustrissimus;
                    - Paulinus, (v. 430 - ap. 475) vir illustrissimus;
                      - Eminentius, (v. 450 - ap. v. 470), vir clarissimus;
                      - ? N, (v. 455 - ?);
                        - ? Leontius, (v.485 - 541/9), évêque de Bordeaux;
                          - Theodosius, (v. 505 - ?), noble;
                            - Ne, (v. 530 - ?), épouse d'Avitus, évêque de Clermont;

                        - ? N, (v.490 - ?);
                          - Leontius, (v.516 - v.570), évêque de Bordeaux en 542;

                - ? Pontius Proserius Paulinus Iunior, (v.395 - 10/9/442), évêque de Nola en 431[8];

#### Pontii Eclecti
- Marcus (Pontius Eclectus), (v.190 - ?)
  - ? Pontius Eclectus Iulianus, (v.210 - ?), chevalier, procurateur;
  - Marcus Pontius Eclectus Archelaus, (v.220/30 - ap.250/73), curateur de Carthage;

#### Autres
- Pontius Lupus, un homme de rang équestre, qui a perdu la vue, mais a continué comme avocat devant les tribunaux..
- Pontius Pilatus, préfet de Judée de 26 à 36 après JC, sous le règne de Tibère. Il est aujourd'hui surtout connu pour l'exécution de Jésus..
- Pontius Fregellanus, sénateur, déchu de son grade pour avoir contribué aux adultères d'Albucilla, en 36 après JC..
- Gaius Petronius Pontius Nigrinus, consul en 37.
- Pontia Postumia, tuée par Octavius Sagitta, tribun de la plèbe en 58, après qu'elle eu refusée s'est avance. Sagitta fut exilé sur une ile.
- Pontia, fille de Petronius, participant à la conjuration de Pison contre Nero. Pontia à empoisonner ses enfants, puis s'est donnée la mort en s'ouvrant ses veines.
- Pontius, diacre de la première Église de Carthage, était l'ami et le compagnon de Cyprien. Il est l'auteur d'un ouvrage sur la vie et le martyre de Cyprien, qui a été très apprécié par Jérôme, mais il n'est pas clair si la Vita et Passione Sancti Cypriani qui a survécu est le texte original.